# Po-2 (航空機)
ポリカールポフ U-2/Po-2
ポーランド空軍のPo-2LNB
- 用途：乗員訓練
- 分類：初等練習機
- 設計者：ニコライ・ポリカールポフ
- 製造者：ポリカールポフ設計局
- 運用者：赤色空軍他
- 初飛行：1927年6月24日
- 生産数：40,000機以上
- 生産開始：1929年
- 運用状況：退役

ポリカールポフ Po-2（ロシア語: Поликарпов По-2）はソビエト連邦のポリカールポフ設計局が開発した単発複葉の練習機。制式時の呼称はU-2（ロシア語: У-2）である。他国では十月革命以降ソ連が最初に自主開発した機体として知られており、また20世紀前半では世界最高となる40,000機以上が生産され、複葉機としては最多生産機でもあった。

## 概要
1920年代後期になるとU-1練習機の陳腐化が始まった為、ソ連は新練習機の設計を指示、ポリカールポフが設計した機体をU-2練習機として制式採用した。
本機はアブロ 504等第一次世界大戦時の航空機とよく似ているが、ロータリーエンジンでは無く新設計の固定式発動機を搭載しており、潤滑油消費量と騒音はかなりの改善が見られた。

## 運用
本機の最大の特徴は安定性にあり、錐揉み状態に入るのが困難で、偶然錐揉み状態になったとしても簡単に回復したという。初歩練習機に適しているとして軍民共に使用され、多くの搭乗員を育てた。
1930年代中期以降は単葉戦闘機の時代となり、ソ連空軍の主力練習機もUT-2練習機に改変され、本機は民間練習機、雑用機に転用された。
低空で低速を飛行しても安定していることから民間では農業機として農薬散布にも利用された。

### 第二次世界大戦期
独ソ戦時には一線級兵器としては明らかに弱々しく力不足だったが、本機の様な機体が持つ特徴が主力機では不適とされた任務に相応しいと再評価された。離着陸時の滑走距離の短さはドイツ軍後方のゲリラ部隊との連絡場所の選択肢が広がった。最高速度は当時ドイツ側の主力戦闘機だったメッサーシュミット Bf109およびフォッケウルフ Fw190の失速速度を下回るほどで、戦術偵察機や観測機として役立った。またレーダーの死角となる超低高度を安定して飛行できることや、木製帆布張り構造の機体であるためレーダー投影面積も非常に小さく、レーダーで本機を発見するのは容易ではなかった。この為、孤立した部隊への夜間補給物資投下などの特殊任務にも有用だった。更に消音器を装備し騒音を低下させ夜間襲撃機としても使用された。
本機とI-15はこうした任務に再度投入された。また、こうした任務専用の攻撃機型U-2SBが生産され、朝鮮戦争終結まで使用された。
1943年、マリーナ・ラスコーヴァにより女性民間パイロットの志願者で構成された第588夜間爆撃機連隊が編成された。爆撃任務では投下地点に近づいくとエンジンをアイドル状態にして、滑空状態に入り爆弾を投下した。この際に特徴的な風切り音が生じるが、ドイツ軍人達はこれを魔女がまたがる箒の音になぞらえ、パイロットらを「夜の魔女たち」と呼び始めたという。1981年には同連隊を題材とした映画『対独爆撃部隊ナイトウィッチ』（原題：В небе «ночные ведьмы»）が制作された。

### 朝鮮戦争期
本機の撃墜を試みたF-94戦闘機が失速して墜落。史上唯一の複葉機によるジェット機撃墜となっている。

### 改名と生産終了
1944年に設計者のポリカールポフが死去、彼の功績を讃えると共に、ソ連の新しい航空機命名法に従って後期型はPo-2と改名された。戦後は共産圏諸国に多数供与され、更にライセンス生産も行なわれた。
本機は素晴らしい複葉機ではあったが、木製骨組に帆布張り構造の機体は維持整備が難しかった。さらに、同種の特殊任務により適したヘリコプターが第二次世界大戦や朝鮮戦争を経て実用化が進んだため、50年代になると各国での生産も終了した。

## 性能と派生型
構造と外観
外観と性能は第一次世界大戦時の戦闘機と同等の木製骨組に帆布張り構造の複葉機で、主翼は1張間のN字型支柱と補助張線で支持されていた。通常は複座の練習機であるが、他に単座（曲技機など）、4～5座の傷病兵輸送、特殊連絡機型もある。操縦席は開放式、尾輪付き固定式の主脚、機首には剥き出しの空冷式発動機に木製固定式2翅プロペラ推進であった。
性能諸元
※使用単位についてはWikipedia:ウィキプロジェクト 航空/物理単位も参照
- 全長： 8.17 m
- 全幅： 11.40 m
- 全高： 3.10 m
- 主翼面積： 33.2 m2
- 自重： 770 kg
- 全備重量： 1,350 kg

三面図

- 発動機： シュベツォフM-11 空冷星型5気筒100HP
- 最大速度： 150 km/h
- 航続距離： 450 km
- 実用上昇限度： 3,000 m

- 乗員： 2名
- 武装： 
  - ShKASを後部席に搭載可能。
  - 50kg爆弾×6を搭載可能。

派生型
広汎に用いられ、主に農業機、森林保護、航空測量、救急輸送、遊覧機、曲技機等として使用された。